# Třída W a Z
Třída W a Z byla třída torpédoborců sloužících v Royal Navy v období druhé světové války. Postaveno jich bylo celkem 16 jednotek. Za světové války nebyl žádný ztracen. Pět torpédoborců třídy W a Z bylo v 50. letech rozsáhle přestavěno na fregaty typu 15 Rapid. Zahraničními uživateli třídy byly Egypt, Izrael, Jihoafrická republika a Jugoslávie. Izraelský INS Ejlat byl v říjnu 1967 potopen egyptskými raketovými čluny třídy Komar. Egyptský El Qaher roku 1970 potopilo izraelské letectvo.

## Pozadí vzniku
Postaveno bylo celkem 16 jednotek tříd W a Z. Do služby vstupovaly v letech 1943–1944. Postaveny byly ve dvou identických sériích po osmi kusech, přičemž jména lodí v každé sérii začínají na W a Z (výjimkou jsou pouze vůdčí lodě Kempenfelt a Myngs).
Jednotky třídy W a Z:
| Jméno                          | Podtřída | Loděnice                   | Založení kýlu | Spuštění na vodu   | Přijetí do služby | Status |
| ------------------------------ | -------- | -------------------------- | ------------- | ------------------ | ----------------- | --- |
| Kempenfelt (R03, ex Valentine) | W        | John Brown, Clydebank      | únor 1942     | 8. května 1943     | říjen 1943        | Roku 1956 jej získala Jugoslávie jako Kotor.                                                                                 |
| Wager (R98)                    | W        | John Brown, Clydebank      | listopad 1942 | 1. listopadu 1943  | duben 1944        | Roku 1956 jej získala Jugoslávie jako Pula.                                                                                  |
| Wakeful (R59, ex Zebra)        | W        | Fairfield, Govan           | červen 1942   | 30. června 1943    | únor 1944         | Přestavěn na fregatu typu 15 Rapid. Prodán do šrotu 1971.                                                                    |
| Wessex (R78, ex Zenith)        | W        | Fairfield, Govan           | říjen 1942    | 2. září 1943       | květen 1944       | Roku 1950 jej získala Jihoafrická republika jako Jan van Riebeeck.                                                           |
| Whelp (R37)                    | W        | Hawthorn Leslie, Hebburn   | květen 1942   | 3. června 1943     | duben 1944        | Roku 1953 jej získala Jihoafrická republika jako Simon van der Stel.                                                         |
| Whirlwind (R87)                | W        | Hawthorn Leslie, Hebburn   | červenec 1942 | 30. srpna 1943     | červenec 1944     | Přestavěn na fregatu typu 15 Rapid. Vyřazen, roku 1974 potopen jako cvičný cíl.                                              |
| Wizard (R72)                   | W        | Vickers-Armstrongs, Barrow | září 1942     | 29. září 1943      | březen 1944       | Přestavěn na fregatu typu 15 Rapid. Prodán do šrotu 1967.                                                                    |
| Wrangler (R48)                 | W        | Vickers-Armstrongs, Barrow | září 1942     | 30. prosince 1943  | červenec 1944     | Přestavěn na fregatu typu 15 Rapid. Roku 1956 jej získala Jihoafrická republika jako Vrystaat. Potopen jako cvičný cíl 1976. |
| Myngs (R06)                    | Z        | Vickers-Armstrongs, Tyne   | květen 1942   | 31. května 1943    | červen 1944       | Roku 1955 je získal Egypt jako El Qaher. Dne 16. května 1970 jej potopilo izraelské letectvo.                                |
| Zambesi (R66)                  | Z        | Cammell Laird, Birkenhead  | prosinec 1942 | 21. listopadu 1943 | prosinec 1944     | Prodán do šrotu 1959. |
| Zealous (R39)                  | Z        | Cammell Laird, Birkenhead  | květen 1942   | 28. února 1944     | říjen 1944        | Roku 1956 je získal Izrael jako Jaffo.                                                                                       |
| Zebra (R81, ex Wakeful)        | Z        | Denny, Dumbarton           | květen 1942   | 8. března 1944     | říjen 1944        | Prodán do šrotu 1959. |
| Zenith (R95, ex Wessex)        | Z        | Denny, Dumbarton           | květen 1942   | 5. června 1944     | prosinec 1944     | Roku 1955 je získal Egypt jako El Fateh.                                                                                     |
| Zephyr (R19)                   | Z        | Vickers-Armstrongs, Tyne   | červenec 1942 | 15. července 1943  | září 1944         | Prodán do šrotu 1958. |
| Zest (R02)                     | Z        | Thornycroft, Woolston      | červenec 1942 | 14. října 1943     | červenec 1944     | Přestavěn na fregatu typu 15 Rapid. Prodán do šrotu 1970.                                                                    |
| Zodiac (R54)                   | Z        | Thornycroft, Woolston      | listopad 1942 | 11. března 1944    | říjen 1944        | Roku 1956 je získal Izrael jako Ejlat. V říjnu 1967 byl potopen egyptskými raketovými čluny třídy Komar.                     |

## Konstrukce

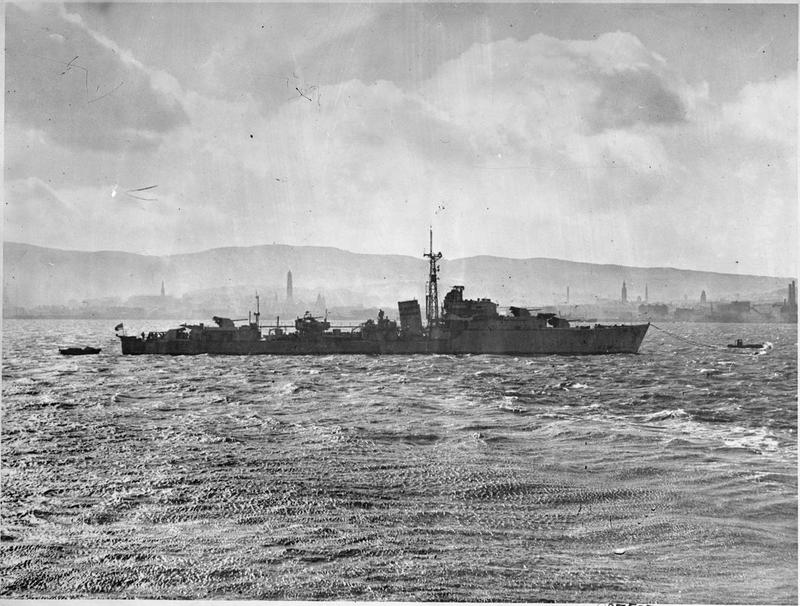
HMS Zealous (R39)

Torpédoborce této třídy po dokončení nesly čtyři 120mm kanóny (třída Z nesla stejný počet 114mm kanónů), umístěné v jednodělových věžích. Protiletadlovou výzbroj tvořily dva 40mm kanóny a osm 20mm kanónů. Nesly též dva čtyřhlavňové 533mm torpédomety. K napadání ponorek sloužily dvě skluzavky a čtyři vrhače pro svrhávání hlubinných pum. Během služby byla výzbroj jednotlivých lodí různě modifikována. Nejvyšší rychlost dosahovala 36 uzlů.

## Operační služba
Za druhé světové války nebyl ztracen žádný z nich.

## Zahraniční uživatelé
Egypt

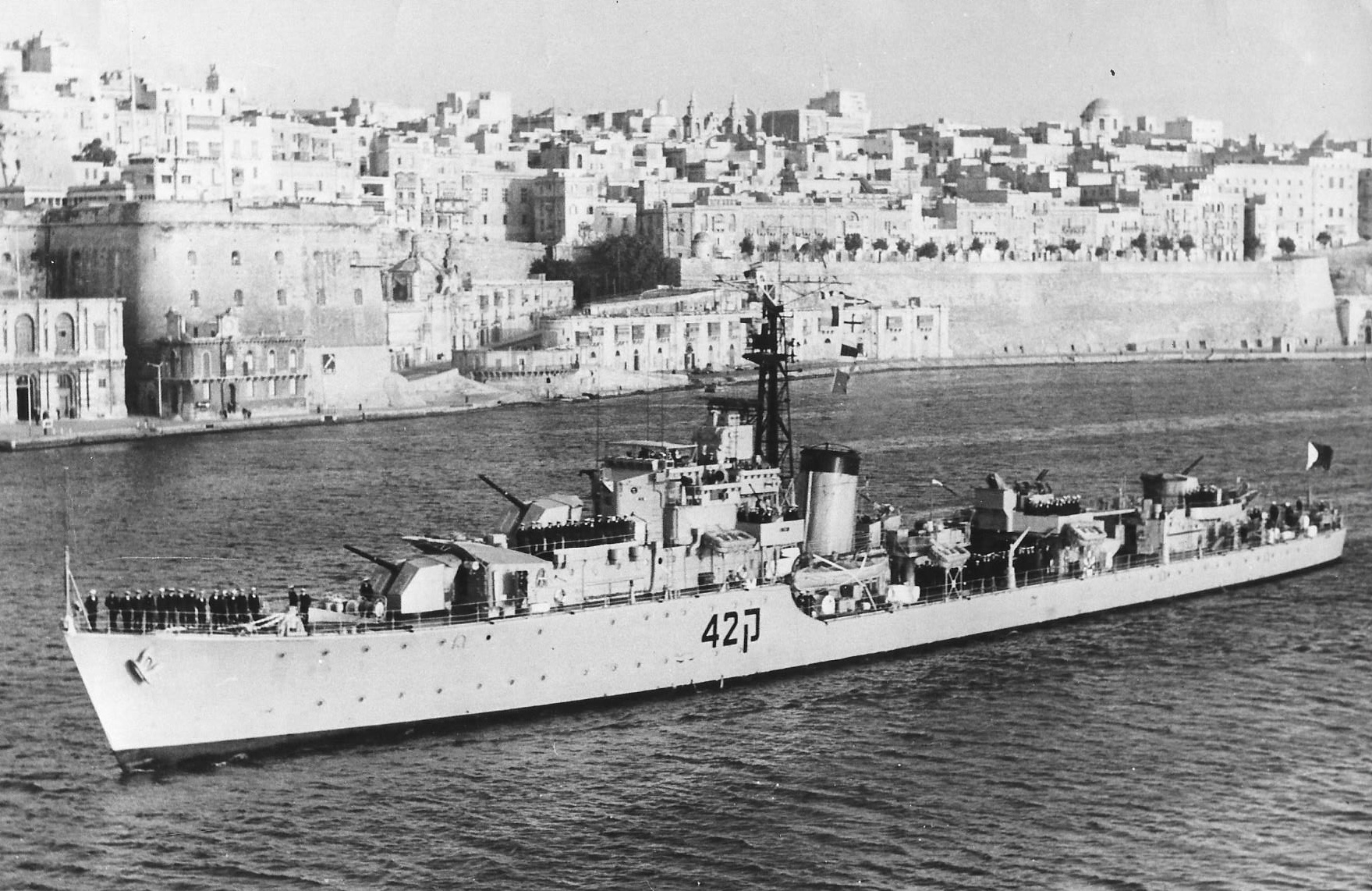
Izraelský torpédoborec INS Jaffo (Q42)

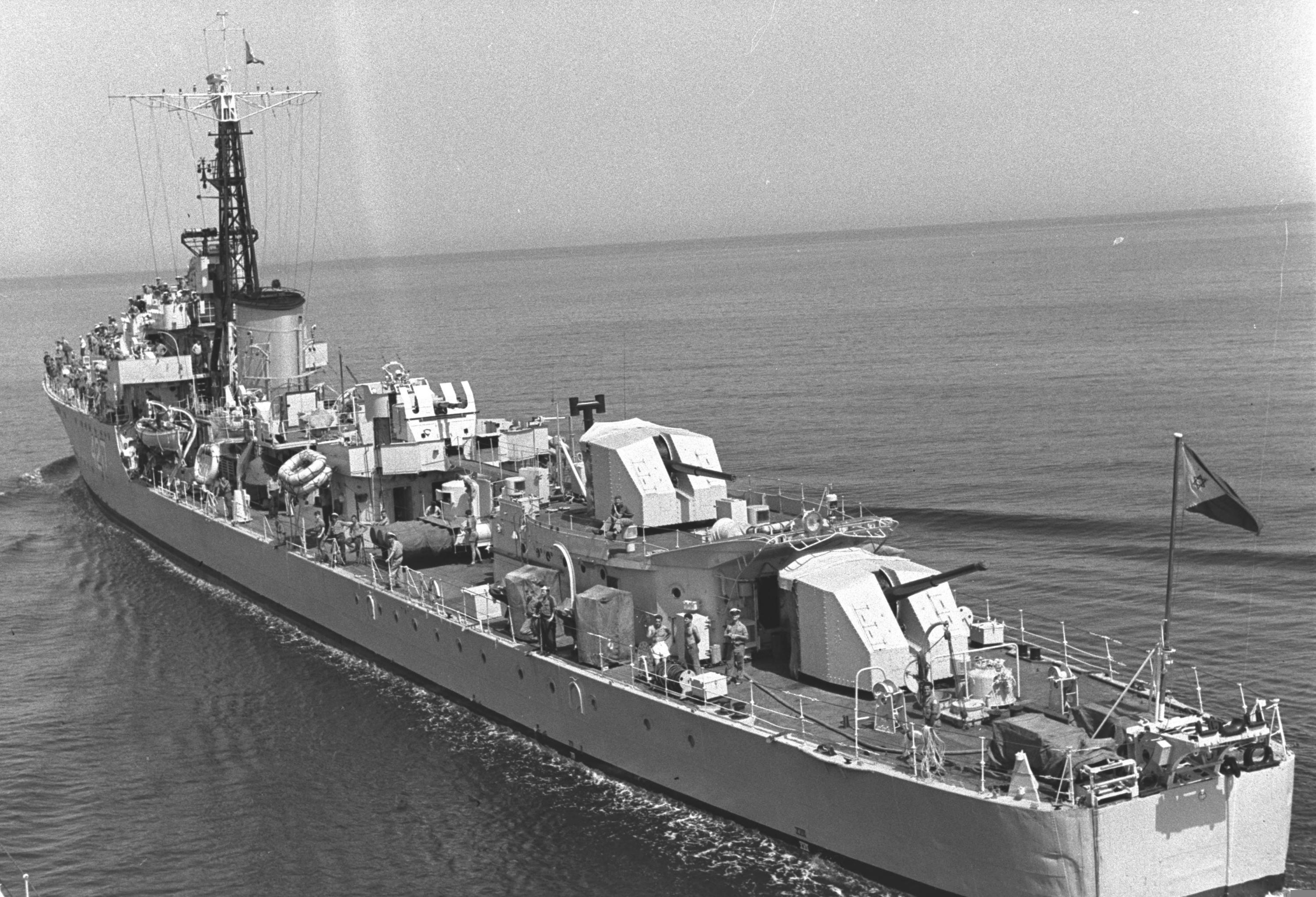
Izraelský torpédoborec Jaffo

- Egyptské námořnictvo – Roku 1955 získal Egypt torpédoborce Myngs a Zenith, které přejmenovala na El Qaher a El Fateh.

 Izrael
- Izraelské námořnictvo – Torpédoborce Zodiac a Zealous byly roku 1955 prodány Izraeli. Sloužily jako Ejlat (Q40) a Jaffo (Q42).

 Jižní Afrika
- Jihoafrické námořnictvo koupilo postupně v letech 1950–1956 torpédoborce Wessex, Whelp a Wrangler a přejmenovalo je na Jan van Riebeeck, Simon van der Stel a Vrystaat. Wrangler byl v té době přestavěn na fregatu typu 15 Rapid, druhé dvě lodě byly později upraveny na fregaty typu 16 Tenacious.

 Jugoslávie
- Jugoslávské námořnictvo – Kempenfelt a Wager zakoupila roku 1956 Jugoslávie. Sloužily jako Kotor a Pula.